# 石田直裕 (総務官僚)
石田 直裕（いしだ なおひろ、 - 2023年3月13日）は、日本の総務官僚、外交官。位階は従四位。

## 人物・経歴
大阪府出身。1974年東京大学法学部卒業。自治省入省後、総務省大臣官房審議官、総務省総合通信基盤局国際部長、総務省行政管理局長等を歴任した。退官後、一般財団法人地域活性化センター理事長を経て、2013年全国町村会事務総長に就任。
全国町村会館館長を経て、2017年から駐パラグアイ特命全権大使を務め、同年訪パラグアイ時の岡本三成外務大臣政務官立ち合いのもと、無償資金協力「パラグアイ川浚渫機材整備計画」に関する書簡の交換を行った。この間国際人材創出支援センター理事等も務めた。
2021年大樹生命保険顧問。同年瑞宝中綬章受章。
国際人材創出支援センター副理事長在任中の2023年3月13日に死去。没後に日本政府より従四位追叙を賜る。